# Betty Parsons
Betty Parsons, née Betty Bierne Pierson (New York, 31 janvier 1900 - même ville, 23 juillet 1982 ) est surtout connue par la renommée de sa galerie d'art, la Betty Parsons Gallery, mais elle était elle-même artiste et pratiquait aussi bien la peinture sur toile que sur ses propres assemblages. En tant que marchande d'art et collectionneuse, elle a su découvrir et courageusement promouvoir de nombreux artistes de l'expressionnisme abstrait, de la Colorfield Painting, ainsi que Robert Rauschenberg et Jasper Johns et de nombreuses artistes femmes qui se heurtaient à un univers dominé par les hommes.

## Biographie

### Jeunesse et formation
Betty Bierne Pierson est née en 1900, la deuxième de trois filles. Elle venait d'une famille riche de New York qui a passé son temps entre New York, Newport (Rhode Island), Palm Beach (Floride) et à Paris.
À l'âge de dix ans, Betty Parsons a été inscrite à l'école pour filles de Mlle Chapin à New York. Elle y est restée pendant cinq ans, mais était un élève médiocre qui s’ennuyait facilement. En 1913, Betty Parsons a visité l'Armory Show (The International Exhibition of Modern Art). Elle était ravie et inspirée par ce qu'elle a vu, et elle décrit ce moment-clé : « C'était passionnant, plein de couleurs et de vie, je me sentais comme ces peintures que je ne pouvais pas expliquer, mais je décidai alors que c'était ça le monde. Je voulais ... l'art ». Malgré le désaccord de ses parents, elle commence à étudier l'art dans l'atelier de Gutzon Borglum, qu'elle décrit comme un pauvre enseignant.
En 1919, Betty épouse Schuyler Livingston Parsons. Sa famille espère que Betty Parsons saura s'installer dans un mode de vie traditionnel, mais le couple divorce à Paris trois ans plus tard en raison de leur incompatibilité. Betty Parsons est restée à Paris et s'est inscrite dans l'Académie de la Grande Chaumière, où elle a étudié avec les sculpteurs Antoine Bourdelle (ancien assistant de Rodin et d'Ossip Zadkine). Pendant l'été, elle étudie la peinture avec Arthur Lindsey sur la côte de la Bretagne. Elle achète une petite maison à Montparnasse où elle vit avec l'artiste anglaise Adge Baker, avec qui elle a une relation amoureuse. Les deux se séparent en 1932, mais sont restés amies.
En 1933, après avoir perdu son argent dans la Grande Dépression, Betty Parsons retourne en Amérique. Elle se rend tout d'abord à Santa Barbara (Californie), où elle donne des cours de sculpture pour un court laps de temps. En 1936, elle déménage à New York et a sa première exposition solo à New York à la Midtown Gallery.

### Carrière
Betty Parsons était aussi peintre. Son style de peinture a changé en 1947, passant de petits paysages à l'aquarelle et de portraits à une abstraction audacieuse et subjective quand elle a commencé à faire des constructions à partir de morceaux de bois et d'autres matériaux qui s'échouaient sur sa plage, constructions qu'elle peignait partiellement. Elle a poursuivi son travail de peintre sur toile et de sculptures peintes, par la suite.
En 1959, Tony Smith lui a dessiné sa maison-studio au bord de l'eau, à North Fork (New York), à l'extrémité nord de Long Island. Elle était perchée sur une falaise surplombant le détroit de Long Island, à l'époque où Parsons travaillait à la galerie. La zone autour de sa maison de North Fork, mais parfois les pièces aussi reflétaient ses voyages dans les Caraïbes et à l'étranger.
Le travail de Parsons a été exposé dans plusieurs galeries, notamment la galerie Anita Shapolsky à New York, la galerie Spanierman à New York, les galeries Virginia Miller à Coral Gables en Floride et la galerie d'art Whitechapel à Londres.
En 1972, elle est incluse dans Some Living American Women Artists, un collage féministe de Mary Beth Edelson.

## Galerie Betty Parsons
La Betty Parsons Gallery a ouvert ses portes en 1946 au 15 East 57th Street à Manhattan. Elle présentait régulièrement douze expositions par saison, de septembre à mai, chaque exposition ne durant que deux à trois semaines. À une époque où le marché de l'art avant-gardiste américain était minuscule, Parsons était la seule à vendre et à représenter des artistes comme Jackson Pollock après que Peggy Guggenheim eut fermé sa galerie Art of This Century et retourné en Europe en 1947. Parsons a montré, entre autres, le travail de William Congdon, Clyfford Still, Theodoros Stamos, Ellsworth Kelly, Mark Rothko, Hedda Sterne, Forrest Bess, Michael Loew, Lyman Kipp, Judith Godwin et Robert Rauschenberg. En 1950, elle donna à Barnett Newman, qu'elle avait rencontré en 1943, sa première exposition personnelle ; Rothko et Tony Smith assistèrent à l'installation. 
Betty Parsons a présenté le travail de nombreuses artistes-femmes dans cet univers largement dominé par des mâles : Judith Godwin et Buffie Johnson, Jeanne Reynal, Jeanne Patterson Miles et Ethel Schwabacher, et elle a exposé aussi ses propres réalisations.
À la fin des années 1950, Smith et Newman ont aidé à remodeler la galerie de Parsons, créant un espace principal en forme de cube encadré de murs blancs aux coins légèrement incurvés et un sol en béton dont les proportions correspondaient aux œuvres commandées. 
Helen Frankenthaler, la peintre, qui a rencontré Parsons en 1950, a déclaré: "Betty et sa galerie ont aidé à construire le centre du monde de l'art. Elle était l'une des dernières de sa race." Plusieurs des artistes expressionnistes abstraits qu'elle avait lancés quittaient sa galerie pour d'autres galeries commerciales telles que Samuel M. Kootz et Sidney Janis. La critique d’art B. H. Friedman a déclaré: « Elle était irritée. Elle s’était battue si longtemps pour les mettre en place, et d’autres ont fait du profit sur ses efforts ».
Elle a ensuite touché une génération plus jeune d'artistes américains, dont Agnès Martin, Jasper Johns, Jack Youngerman, Richard Pousette-Dart, Jeanne Reynal, Walter Tandy Murch, Leon Polk Smith, Richard Tuttle, Mino Argento, José Bernal et Oliver Steindecker (qui était le dernier assistant de Mark Rothko) parmi d'autres. Elle a dirigé la galerie jusqu'à sa mort en 1982, après quoi elle a été reprise par son ancien assistant à la galerie Jack Tilton (1951 - 2017) qui l'a ensuite transformée en son propre établissement.